# Agapetus monticolus
Agapetus monticolus är en nattsländeart som beskrevs av Banks 1939. Agapetus monticolus ingår i släktet Agapetus och familjen stenhusnattsländor. Inga underarter finns listade i Catalogue of Life.